# Присилно преобраћање
Присилно преобраћање настало је под принудама из различитих религија. Неки од њих су били приморани да се преобрате, али су потајно задржали своја оригинална веровања и обичаје, док би се иначе понашали као преобраћени. Каснији историјски примери су крипто-Јевреји, крипто-хришћани, крипто-муслимани и крипто-пагани.

## Религија и моћ
Уопштено, антрополози су показали да постоје сложене везе између религије и политике, посебно у погледу проширења људске историје. Док вође религија, као и вође држава, уопштено, имају различите циљеве, и једни и други брину о моћи и реду, разлозима и емоцијама мотивишу понашања. Кроз историју, вође религиозних и политичких институција су радили заједно, борили се један против другог или покушали да присилно укључе једни друге у своје организације из моралних и неморалних разлога и почели су користити програме вредности широког спектра, од саосећања до погоршавања тренутне патње ка бруталним променама, зарад остваривања дугорочних циљева у корист група које се крећу од малих затворених заједница, до целокупног човечанства. Ова веза је далеко од једноставног. Религија је често принудно коришћена, али је и користила принуду.

## Јудаизам
Насилне промене појавиле су се за вријеме Хасмонејског краљевства. Идумејанци су били принуђени да пређу у јудаизам под пријетњом смрћу, у зависности од поријекла. За вријеме епископије, хришћанства и јудаизма, Харолд В. Атриџ  објављује да нема потребе размишљати  да је Јозефов значај њихове промене довољно тачан. Он тако пише да то нису били појединачни примери, већ да је насилна промена била политика народа што произилази из чињенице да је Александар Јанаус (око 80. године прије нове ере) уништио град Пела у Моабу, због тога што насељеници нису били сложни у прихватању националних обележја Јевреја. Јосепус (древно доба). 13.15.4.
Морис Сартр је написао „ Политика принудног Јудаизма прихваћена од стране Хиркануса, Аристобулуса и Јанеуса“ који је покореном народу понудио избор између прогнанства или промјене (прихватања)“. Вилијам Хорбури написао је да доказ је најбоље објашњен претпоставком  да је у Доњој Галилеји била масовно распрострањена принудна промена 104. п. н. е. од стране суседних Гентила са Севера. 2009. BBC је одбранио захтев да 524. Јемени, јеврејско Нимаир племе, под вођством краља Јусуфа Ду Нуваса понудило је хришћанском становништву села (које је данас Саудијска Арабија) избор између преласка у јудаизам или смрти и тако је 20.000 било побијено. BBC је изјавила да је тим из продукције говорио о многим историчарима преко 18 месеци, међу којима је Најџел Гром, који је био наш саветник и професор Абдул Рахман Ал-Ансари (бивши професор археологије на Универзитету Саудијског краљевства у Ријаду). Исечци дела документовани од стране њега показују да је велики понос показао након убијања 22.000 хришћана у Зафару и Најрану.

## Хришћанство
Хришћанство је била малена религија током већег дела средњег римског класик периода, а први хришћани су били прогнани током тог периода. Када је Константин I прешао у хришћанство, то је постала утицајна религија у Римском царству. Већ за време владавине Константина I, хришћански јеретици били су прогнани, почевши од краја четвртог века, древне паганске религије биле су такође вешто угушене. На основу става многих историчара, Константин I је преобратио хришћанство од прогнане религије у једну способну и јаку веру и саму спремну да прогони.

### Касно древно доба
Дана 27. фебруара 380. год заједно са Грацијаном и Валентинијаном II, Теодосијус I издао је наређење Кунктос популос, такозвани Едикт Тезалоника, забележен у Кодексу Теодосијанеса . Ово је одредило да Свето тројство никејског хришћанства буде једина законита царска вера и једина овлаштена да се зове католичка. Други су хришћани које је он описао као „лудаке“. Он је такође завршио званичну државну подршку за традицију многобоштва и обичаја њихових.
Теодосијев кодекс био је скуп закона Римског царства под хришћанским владарима од 312. год. Комисија је била основана од стране Теодосија II и његовог помоћника Валентијана III, 26. марта 429. год и тај скуп закона био је издат (објављен) од стране конституције, 15.2.438. год. Претворио се у принудан закон на источним и западним деловима царства 1. јануара 439. године.
„Наша је воља да сви људи којима владају људи из наше управе требају примењивати ову религију (веру) коју је подела Апостола Петра  преокренула у Романску (Римљанску). Остали, којима смо пресудили неурачунљивост ће одржавати већину јеретичких верских начела, њихова места окупљања неће бити зване цркве и они ће бити кажњени прво великом одмаздом и друго божијом казном на наш захтев." (Кодекс Теодосијев XVI 1.2.)
Принудно примање вере Јевреја одвијало се уз помоћ подршке владара током каснијег древног доба (Античког доба) и у раном средњем веку у Гаулу, Пиринејском полуострву и у Византијском царству.

### Западна и средња Европа
За време Саксонских ратова, Карло Велики, франачки владар, насилно је преобратио саксонце из њихове вере немачког паганизма уз помоћ ратовања и владао је током освајања. Примери тога су масакр у Вердени 782. године, када је Карло Велики имао  око 4 500 заробљеника саксонаца, убијених због побуне. Закон под именом „Capitulatio de partibus Saxoniae“  наметнут је покореним саксонцима 785. године, након друге побуне уништавања цркви и убијања мисионарских свештеника и калуђера, који је прописивао смртну казну ономе ко одбије да прими хришћанство.
Принудно примање вере које се појавило након седмог века одвијало се током побуна и убистава, промовисано је од стране народне масе и свештеника, без подршке владара. С друге стране, краљев прогон Јевреја из касног XI века, усмерен ка истребљењу с неким изузецима, као што је претварање Јевреја у јужној Италији XIII века предузиманом од стране доминиканских инквизитора, али подстакнутим од стране краља Карла II од Напуља.
Јеврејима се наметала хришћанска вера и од стране Крсташа из Лорене, на Рајни, у Баварији и Бохемији, у Мајнцу и у Вормсу (Немачки крсташки рат и вормски масакр 1096).
Папа Иноћентије III, објавио је 1201. да онај ко прихвати да буде крштен, да би избегао тортуру и застрашивање, никадне би могао бити приморан да видно посматра хришћанство:
```
„Онај који је преображен и који припада духовној и судској власти, који је под заклетвом и зато мора поштовати правила хришћанске вере. То је засигурно супротно од хришћанске вере да неко ко не верује и ко је супротног мишљења треба бити приморан да прихвати и поштује хришћанство. Због овога, велика граница је направљена између оних који су вољно примили хришћанство и оних који су приморани, они који су у хришћанство ушли силом, терани страхом и тортуром и који су примили хришћанску заклетву да би избегли погубљење, били су уопште говорећи непожељни...“
[
20
]
```

За време Северних крсташких ратова против безбожних Балта и Словена са севера Европе,  масовно покрштавање било је распрострањено тактички, санкцијама од стране папе. Те санкције су се прво примењивале за време Вендског крсташког рата, али су чешћи били за време Ливанских крсташких ратова и Пруских крсташких ратова. Њихова тактика састојала се у томе да убију заточенике и опустоше земљу од племена која се још нису била предала. Већина народа са овог подручја је покрштена тек након поновљених побуна домаћег становништва који није желео прихватити хришћанство чак ни након принудног покрштавања  у старој Пруској, где је тактика покрштавања и освајања као резултат имала смрт већине домаћег становништва чији је језик у складу с тим изумро.

### Рано модерно Иберијско полуострво
Даље информације: Морискоси, Марано и Шпанска инквизиција.
Након завршетка контролисања Шпаније од стране ислама, Јевреји су протерани из Шпаније 1492. год. У Португалу пратећи начин протеривања, 1946. само малом броју људи било је дозвољено да оду, а остатак је покрштено. Муслимани су прогнани из Португалије 1407. и били су приморавани да постепено приме чланство шпанске краљевине. Покрштавање муслимана било је уведено у круну Кастиље од 1500-02 и круну Арагона 1520-их. После тога су такозвани „нови хришћани“ они насељеници који су крштени пред лицем прогона и били приморани да пређу из ислама и јудаизам.
Након тог, кад су сви бивши муслимани и Јевреји привидно постали католици, шпанска инквизиција обележила је прве покрштене из јудаизма који су то прихватили са сумњом или их је враћала опет њиховој старој религији. Јеврејски народи који су покрштени, остали су још у Шпанији и приповедали јудаизам тајно, или су постали крипто-Јевреји. Шпанска инквизиција засновала је богатство и одлазак цркви, и појединачним инквизиторима одузимајући имовину од прогнаних. Османско царство и Мароко примили су већи део јеврејских избеглица, иако је  велика већина остала покорена.

### Аустрија
Крипто-протестанти родитељи били су опорезовани да плате католичку институционализацију  и образовање деце, њих 289.

### Колонијална Америка
Током колонизације Северне Америке, покрштавање аутохтоног континента, домаће не-хришћанско становништво било је у Јужној и Средњој Америци, те је било покрштавање великих домаћих народа као нпр. Инка и Астека, царства су сместила колонијалне народе да контролишу већину не-хришћанског становништва. Историчари се увелико слажу да су најстарији народи који су покрштени под претњом и притиском јер су се одупирали и зато је католичка црква сарађивала са влашћу народа да то заврше.

### Источна Европа
Под покрштавањем у 10. веку, Владимир I Велики, владар Кијевске Русије, наредио је становништву Кијева да се покоре масовном покрштавању у реци Дњепар.
У XIII веку безбожно становништво Балтичких држава суочило се са кампањом насилног покрштавања под вођством витезова као што су Ливонијско братство мача и Тевтонски ред, што је често једноставно значило одузимање имовине и земље од народа.
После Ивана Грозног и његовог освајања Казањског каната, муслимани су се суочили са убиством, прогоном, принудним расељавањем и прихватањем хришћанства.
У XVIII веку Елизабета од Русије покренула је кампању покрштавања не хришћанског становништва у Русији, укључујући муслимане и јевреје.

### Гоа Инквизиција
Главни чланак: Гоа инквизиција.
Португалија је практиковала верско прогоњење у Гои, Индија у XVI и XVII веку. Домаће становништво Гое, углавном Хиндуси, били су изложени оштрој тортури и угњетавању од стране ватрених португалских владара и мисионара и насилно преобраћени у хришћанство.
Године 1576. поход уништавања храмова у Бардезу био је успешан, када је уништено око 300 хиндуских храмова. Забрана је стављена од 4. децембра 1567. на ритуале у току хинду бракова, верских обреда и кремирања. Сви људи изнад 15 година били су приморани да слушају хришћанске приповеди, у супротном су били кажњавани. 1583. хинду храмови у Асолни и Кунколиму били су уништени од стране португалске војске. „Отац цркве је забранио Хиндусима под страшном казном коришћење њихових светих књига и сачувао их од свих употреба и коришћења њихове вере. Они су уништили њихове храмове и тако узнемирени и измешани са народом почели су напуштати градове у великом броју, одбијајући да остану више имало на месту где нису имали слободе, и где су били подложни затвореништву, тортури и смрти ако не би ценили богове њихових очева“, написао је Филипо Сасети, који је био у Индији од 1578-1588.
Једна наредба издата јула 1684. била је гушење језика Конкани и омогућавање да се говори португалски језик, по цену оштрих кажњавања. Сви не-хришћански културни симболи и књиге писани локалним језиком били су предодређени за уништење.

### Папина држава
1858. Едгуард Мортара, узет је од родитеља да би примио хришћанство. Овај инцидент назван је „случај Мортара“.

### Други светски рат
Током Другог светског рата православни Срби били су насилно покрштавани у католицизам.

### Хинду народ у Индији
Године 2009. „Assam Times“ објавио је да је око 15 наоружаних хмарских војника, чланова Мансмаси народне хришћанске војске, покушало да присили хинду станивнике  да приме хришћанство.

## Ислам
Види такође: Исламизација и Апотазија у Исламу и казна
Иако исламски закон забрањује насилно преобраћање, следећи Курански принцип "нема присиле у религији“, епизоде присилних конверзија бележе се у историји ислама. Историчари су такве случајеве означили као "ретке"   или "изузетне".
Док су научници као што су Ебу Ханифа и Абу Јусуф изјавили да порез на Џизију(годишњи порез поглави становника) треба да плаћају немуслимани без обзира на њихову религију, неки касније и екстремистички правници не дозвољавају јизију за невернике и уместо тога дозвољавају избор конверзије да би избегли смрт. Од четири школе исламског права, Ханафијеве и Маликијеве школе допуштају дхими (немуслимани у исламској држави) статус многобошцима осим арапских политеиста. Шафи и Ханбали школе, међутим, сматрају да су хришћани, Јевреји и Зороастријанци прихватљиви за ову категорију.
Ваел Халак наводи да се у теорији исламска религијска толеранција примењује само на монотеистичке "људе књиге" попут хришћана, Јевреја и Магијаца ако плаћају порез на јизију, а пагани се суочавају са само два избора између преласка на ислам и борбе до смрти. У пракси, ознака ”људи књиге" и статус дхиме проширени су чак и на не-монотеистичке религије освојених народа, као што су хиндуси, џаини, будисти и други не-монотеисти.
У новије вријеме, присилне конверзије су угрожене или се проводе у контексту рата, побуне и насиља у заједници. Случајеви који погађају хиљаде људи пријављени су за вријеме поделе Индије, Ослободилачког рата у Бангладешу, у подручјима под контролом ИСИС-а и у Пакистану. Спорне тврдње о присилној конверзији младих жена изазвале су јавне контроверзе у Египту и Великој Британији.

### Рани период
Ратови Риде (апостазије), које је извео први калиф Ебу Бекр против племена који су прихватили ислам, али су одбили да признају његов калифални ауторитет, неки аутори су описали као пример присилне конверзије  или "реконверзије". Деловање ових племена било је мање повратак паганизму него престанак политичког уговора који су склопили с Мухамедом.
Две од четири школе исламског права, тј. Ханафи и Малики школе, прихватиле су не-арапске политеисте да имају право на дхимми статус. Према овој доктрини, арапски политеисти су били приморани да бирају између обраћења и смрти. Међутим, према перцепцији већине правника, сви Арапи су прихватили ислам током живота Мухамеда. Њихово искључење је стога имало мало практичног значаја након његове смрти 632.
У деветом веку, самаријанско становништво Палестине се суочавало са прогонима и покушајима присилног преобраћања од стране побуњеничког вође Фирасе, против кога су бранили војници Абасидових калифала.

### Алмохад династија
У дванаестом веку биле су присилне конверзије под Алмохадском династијом Северне Африке и Андалузије, које су потискивале дхимски статус Јевреја и хришћана и давале им избор између обраћања и убијања. Хришћани под њиховом влашћу су углавном изабрали да се преселе у хришћанске кнежевине на северу полуострва, док су Јевреји одлучили да остану како би задржали своју имовину, а многи од њих су се претварали у преобраћање у ислам, док су наставили своје религиозне праксе у тајности.
Током прогона Алмохада, јеврејски филозоф Мајмонид написао је своју Посланицу о отпаду, у којој је дозволио Јеврејима да се претварају у отпадништво под принудом, иако је снажно препоручио напуштање земље. Међу учењацима постоји спор око тога да ли се Маимонидес сам преобратио у ислам да би слободно побегао са територије Алмохада, а затим се вратио назад у јудаизам било у Леванту или у Египту. Касније је био осуђен као отпадник и судило му се у исламском суду, али је судија пресудио да је његова конверзија била присилна и стога неважећа.

### Јемен
Крајем 60-их, јеменски владар 'Абд-ал-Наби Махди оставио је Јевреје избором између преласка на ислам или мучеништво. Махди је такође наметао своја веровања муслиманима осим Јевреја. То је довело до оживљавања јеврејског месијанизма, али и до масовне конверзије. Прогон је окончан 1173. поразом Махдија и освајањем Јемена од стране Саладиновог брата и дозвољено им је да се врате својој вери.
Према два документа из Каира Генизаха, Аијбидиов владар Јемена, ал-Малик ал-Муизз ал-Исмаил (владао од 1197-1202) покушао је да присили Аденске Јевреје да се обрате. Други документ детаљно описује олакшање јеврејске заједнице након његовог убиства и оне који су били присиљени да се преобрате у јудаизам. Иако он није наметао ислам страним трговцима, били су приморани да плате троструку нормалну стопу опорезивања.
Мера наведена у правним радовима Ал-Схавканија је присилна конверзија јеврејских сирочади. Модернијим студијама није дат датум за ову уредбу нити је издао. Присилна конверзија јеврејских сирочади поново је уведена под имама Јахју 1922. године. Декрет о сирочади је спроведен агресивно током првих десет година. Поново је проглашен 1928. године.

### Османска империја
Види такође: Данак у крви и Хришћанство у Османској империји и промена вере
Облик присилног претварања постао је институционализован током Османског царства у пракси крвна освета, људског пореза у којем су хришћански дечаци били одузети и сакупљени од својих породица (обично на Балкану), поробљени, преобраћени у ислам, а затим обучени као елитна војска јединица у османској војсци или за високу службу султану. Од средине до краја 14. и до почетка 18. века, систем крвне освете-јаничари поробио је процењених 500.000 до једног милиона немуслиманских адолесцентских мушкараца. Ови дечаци би стекли велико образовање и висок друштвени положај након обуке и обраћења.
У 17. веку, Сабатаи Зеви, сефардски Јеврејин чији су преци били прихваћени у Османском царству током шпанске инквизиције, прогласио се Месијом и позвао на укидање главних јеврејских закона и обичаја. Након што је привукао велики број људи, ухапшен је од стране османских власти и дат им је избор између извршења или преласка на ислам. Он је изабрао другу опцију.
Током прогона Грка у 20. веку било је случајева присилног преласка на ислам.

### Персија
Исмаил први, оснивач династије Сафавид, прогласио је дванаесторицу да је званична религија државе и наредио смакнућа бројних сунитских интелектуалаца који су одбили да прихвате шизам. Немуслимани су се суочавали с честим прогонима и повремено су били присиљени да се претварају под власт династичких наследника. Тако је Абас, након заузимања острва Хормуз, захтевао од локалних хришћана да се обрате исламу, Абас други је дао својим министрима власт да присили Јевреје да постану муслимани, а султан Хусеин је одредио присилно преобраћање Зороастријана. Године 1839, током периода Каџара, јеврејска заједница у граду Машхад је нападнута од стране мафије, а потом је присиљена да се преобрати у ислам.

### Индија
У инвазији на Кашмирску долину (1015), Махмуд од Гхазнија опљачкао је долину, одвео многе заробљенике и спровео преобраћање у ислам. У његовим каснијим кампањама, у Матхури, Барану и Канаују, опет, дошло је до многих конверзија. Они војници који су му се предали претворени су у ислам. Само у Барану (Буландшахр) 10.000 особа је прешло у ислам, укључујући краља. Тарик-и-Иамини, Раусат-Сафа и Тарик-и-Ферисхтах говоре о изградњи џамија и школа и именовању проповедника и наставника од стране Махмуда и његовог насљедника Масуда. Где год је Махмуд отишао, он је инсистирао да се људи обрате исламу. Напади Мухамеда Горија и његових генерала донели су хиљаде робова крајем 12. века, од којих је већина била приморана да се претвори као један од предуслова њихове слободе. Сикандар Бутшикан (1394—1417) срушио је хиндуистичке храмове и насилно претворио хиндусе. Хришћанство је напредовало дуж западне обале током 15. и 16. века после принудних конверзија које су извршили португалски колонисти.
Аурангзеб је користио одређен број начина да охрабри конверзије у ислам. У рату Мугал-Сикха 1715, 700 следбеника Банда Сингх Бахадура су одрубили главу. Сваког дана је погубљено 100 Сикха, а ни један од њих није апостатизиран од сикизма. Банда Сингх Бахадур је понудио помиловање ако би прешао на ислам. Након одбијања, мучен је и убијен је са својим петогодишњим сином. Након погубљења Банде, цар је наредио да се ухвати Сикхова било где да их нађу.
Владар 18. века Типу Султан прогонио је хиндусе, хришћане и муслимане из Мапла. Током султанове Мизорејске инвазије на Кералу, стотине храмова и цркава је срушено и десет хиљада хришћана и хиндуса је убијено или прешло на ислам силом.

#### Бангладеш
У Бангладешу, Међународни кривични трибунал је судио и осудио неколико лидера милиција исламског Разакара, као и Бангладешу муслиманску Авами лигу (Форид Удин Маусод) за ратне злочине почињене против хиндуса током геноцида у Бангладешу 1971. године. Оптужбе су укључивале присилну конверзију бенгалских хиндуса у ислам.
Велики број хиндуса из Источног Пакистана (сада Бангладеш) су опљачкани и присилно преиначени у ислам 1950. године, укључујући цело село.

#### Индија
У масакру у Пранкотеу 1998. године, 26 кашмирских хиндуса су одрубили главу исламски милитанти након што су одбили да се обрате исламу. Милитанти су погодили када су сељани одбили захтеве од нападача да пређу на ислам и докажу своју конверзију тако што ће јести говедину. Током Ноахалских немира у Хиндусима 1946. године, неколико хиљада Хиндуса је насилно претворено у ислам од стране муслиманских мафијаша.

### Пакистан
Погледајте такође: Верску дискриминацију у Пакистану, Мањине у Пакистану и Људска права у Пакистану.
Почетак талибанских побуна у Пакистану, је један од фактора који је имао велики утицај на прогон и дискриминацију верских мањина, као што су хидуисти, хришћани, сики и остале мањине.
Веће за људска права у Пакистану је пријавило да случајеви присилног преображавања вере јесу у порасту. Извештај из 2014. године који је објављен од стране Покрета за Сложност и Мир, показује да 1,000 жена у Пакистану буде насилно преображено у Ислам сваке године (700 хришћана и 300 Хиндуиста).
У 2003. години, шестогодишњу ских-девојчицу је отео члан Африди племена које се налази на северозападној граничној провинцији; наводно отмичар је тврдио да је девојчица имала 12 година, као и да је прешла у ислам и да зато не може бити враћена немуслиманској породици.
У мају 2007. године, чланови хришћанске заједнице Ћарсхада на северозападној граници провинције Пакистана, близу границе са Авганистаном, пријавили су долазак писма, у којима им прете бомбашким нападима, уколико не пређу у ислам, али полиција није схватила њихове страхове озбиљно. У јуну 2009, „Интернационална Хришћанска Организација” пријавила је силовање и убиство хришћанина у Пакистану, због одбијања преласка у ислам.
Ринкл Кумари, деветнаестогодишња пакистанска студенткиња, Лата Кумари и Аша Кумари, хиндусткиње које раде у салону за лепоту, које су наводно силом приморане да се преобрате из хиндуизма у ислам. Ови случајеви су се појавили на врховном суду у Пакистан у, где су оне изјавиле да су желеле да живе са својим родитељима, а не са њиховим такозваним , мужевима“.
Сики у Хангу округу су тврдили да их је Иакоб Кхан, асистент комесара Тал Техсила, у децембру 2007. године, силом натерао да се преобрате у ислам. Међутим заменик комесара Хангуа Схахида Мехмода је порицао све те оптужбе, и тврдио да су Сики увређени током разговора са Иакобом иако то није био намерно.
Пуно хиндуисткиња које живе у Пакистану су отете, и силом преображене и удате за муслимане. Према пакистанском хиндуистичком већу, верски прогони, посебно присилна преображења, остају главни разлози миграција хиндуиста из Пакистана. Верске институције као што су „Бхарцхунди Схариф” (Bharchundi Sharif) и „Сарханди Пир” (Sarhandi Pir) подржавају присилно преображење и познато је да имају подршку и заштиту владајућих политичких странака Синда. Према националној комисији за правду и мир и пакистанско-хиндуистичког већа, близу 1000 хришћанских и хиндуистичких жена, које су припаднице мањина, јесу преобраћене у ислам, и силом натеране да се удају за своје отмичаре или силоватеље. У пракси, ово се све више пријављује у окрузима Тхарпаркар, Умеркот и Мирпур Кхас у Синду. Према још једном извештају Покрета за сложност и мир, око 1.000 немуслиманских девојака буду преобраћене у ислам, сваке године у Пакистану. Према Амартнатху Мотумалу, потпредседнику комисије за људска права Пакистана, сваког месеца, према процени око 20 хиндуисткиња бива отето и преображено, тачну цифру је тешко одредити. У 2014. години, од 265 легалних случајева присилног преображења који су пријављени, већина њих укључује хиндуисткиње.
Укупно 57 хиндуиста је преобраћено у Прасруру од 14. до 19. маја. 14. маја, 35 хиндуиста из исте породице су били приморани да се преобрате због свог послодавца, јер је његова продаја опала након што су муслимани почели да бојкотују хранљиве намернице које су припремали хиндуисти, исто тако и због прогона од муслиманских радника оближњих продавница, говорили су њихови рођаци. Пошто сиромашни хиндуисти нису имали другог начина да зараде и морали су да задрже посао, како би преживели, они су се преобратили. Четрнаест чланова друге породице су се преобратили 17. маја, зато што их нико није запослио. Касније још један хиндуиста са својом осмочланом породицом се преобратио под притиском муслимана, како би избегао одузимање земље која му припада.
Заједница сика у округу Хангу, у пакистанској провинцији Кхибер-Пакхтункхва је 2017. године тврдила да била приморана да се преобрати у ислам од стране владиног званичника. Фаринд Чанд Синг, који је уложио жалбу, тврдио је да је помоћник комесара Техсил Тал Иакоб Кхан, наводно натерао сике да се преобрате у ислам, као и да су становници подручја Доаба били верски мучени. Према извештајима, око 60 сика Доаба је захтевало заштиту од администрације.
Доста хиндуиста је добровољно прешло у ислам, ради лакшег добијања „Ватан картице “ (Watan Cards) и „Националне идентификационе картице” ( National Identification Cards). Овим преобраћеницима је такође дата и земља и новац. На пример, 428 сиромашних хиндуиста у Матлију који су преобраћени између 2009. и 2011. од стране „Мадраса Баитула Исалма”, као и „Деобанди” семинара у Матлију, који је отплаћивао дугове хиндуиста који су се преобратили у ислам. Још један пример јесте преображавање 250 хиндуиста у ислам у подручију Цхохар Јамали у Тхати. Промену вере су такође вршили „Ден Мохамад Схаилкх“ мисије, које су преобратиле 108,000 људи у ислам од 1989. године.

### Индонезија
У 2012. години, преко 1000 католичке деце у источном Тимору, је било одвојено од својих породица, пријављено је да су држани у Индонезији без одобрења родитеља, као и силом преобраћени у ислам, образовни у исламским школама и добили њихово држављанство. У другим извештајима се тврди да насилна преображавања мањине Ахмадије у сунизам, често дешавала уз употребу насиља.
Године 2001, војска Индонезије је евакуисала стотине хришћанских избеглица са забачених острва Кесуи и Теор у Малуки, касније су избеглице тврдиле да су силом преобраћене у ислам. Према извештајима, неки мушкарци су били обрезивани против њихове воље, паравојна јединица која је учествовала у овом инциденту, је потврдила да је дошло до обрезивања, али је порицала било какав елементе присиле.
Године 2017, велики број припадника племена Оранг Римба, посебно деца, су били натерани да се одрекну своје народне религије и преобрате у ислам.

### Средњи исток
Додатне информације: Геноцид језида од стране ИСИЛ-а (ISIL), погубљење хришћана од стране ИСИЛ-а и отмице и прислина преображавања коптсих жена.
Постоји велики број пријава покушаја наслног преображавања мањина у Ираку. Језиди су народ северног Ирака, који прате етнорелигијску синкретичку веру, претила им је присилна промена вере, од стране Исламских држава, који су у пракси примењивали сатанизам. Истражитељи УН-а пријавили су масовна убиства језиди мушкараца и дечака који су одбили да се преобрате у ислам. У Багдаду, стотине асирских хришћана је побегло од куће 2007. године, када су локални екстремисти најавили да се морају преобратити у исалм, плаћати џизију (пореза) или умрети. У марту 2007. године, Би Би Си (BBC) је известио да етничке и верске мањине у Ираку, тврде да су биле мете исламских побуњеника, који су им нудили избор између преобраћења и смрти.
Наводно коптске хришћанке су биле приморане да се удају за арапске муслимане и преобрате у ислам у Египту, доста новинарских и пропагандних организација су извештавале о томе, и на тај начин покретале јавне протесте. Према извештају САД државног секретаријата из 2009. године, истраживачима је било јако тешко да одреде да ли је коришћена присила, јер последњих година слични случајеви нису били независно потврђени.
У Гази, 2006. године, двојицу новинара Фокс телевизије је отела уз претњу оружјем непозната војна група. Након што су били натерани да сниме видео у коме су читали написане изјаве и тврдили како су се преобратили у ислам, отмичари су их пустили.

### Африка
У августу, 2009. године, национална хришћанска организација је пријавила да су четворици хришћана који су помагали сирочићима у Сомалији, исламски екстремисти одрубили главе, јер су одбили да се преобрате у ислам.
Почетком 2010. године, пријављено је да је нигеријска екстремистичка група натерала отету хришћанку да се преобрати у ислам, уз претњу ножем. Хришћанка је 2018. године била више пута силована од стране терористе Боко Харама, због одбијања да се преобрати у ислам, такође њен син је био убијен.

### Уједињено Краљевство
Наводно, према затворском британском удружењу, неки муслимани у затвору, у Британији су присилно су преображавали друге затворенике у ислам.
Према „Дејли мејлу”, 2007. године, комесар полиције Сир Ијан Блер, изјавио да су се на мети полиције нашли екстремистички припадници муслиманске заједнице, који су наводно присилно незаштићене девојчице преображавали у ислам, као одговор тврдњама Хинду форума. У 2007. години породица сики девојке је тврдила да је она силом преобраћена у ислам, и да су они тек након напад оружане банде добили полицијског стражара, иако је полиција тврдила да нико није био повређен.
Као одговор на ове вести, отворено писмо Сир Ијану Блеру, које је потписало десет хиндуистичких академаца, тврди да су извештаји да су хиндуисткиње и сикисткиње силом преобраћене, јесте део арсенала митова које пропагира десна рука хиндуистичке супериорније организације у Индији. Муслимански савет Британије дао је саопштење за новинаре, у којем је указао на недостатак доказа о било каквим насилним начинима промене вере, и сугерисао да је то нечасан покушај блаћења британско-муслиманске заједнице.
Академски рад Кети Сиан, објављен у часопису популарна јужноазијска култура у 2011. години, истраживала је како су присилне вере настале око сики дијаспоре у Уједињеном Краљевству. Сиан, чији извештаји тврде да су преображавања путем дипломатије на кампусу широко распрострањена у Великој Британији, указује да се они уместо да се ослањају на праве доказе, они почивају на на речи „пријатељ пријтеља “ или личну анегдоту. Према Сиа, прича је слична оптужбама „белог робља “ покренутих против јеврејске заједнице и странаца у Великој Британији и Сједињеним Америчким Државама, док су први били повезани са антисемитизмом који рефлектује исламофобију. Сиан је 2013. године проширила ове погледе у „Погрешним Идентитетима“, „Прислиним Верама“ и „Послеконијским Формацијама.“

## Хиндуизам
Индијски хришћани су тврдили да су припадају радикалним хиндуистичким групама у Орису, Индија је присиљавала хришћанске преобраћенике из хиндуизма да се врате у хиндуизам. Ови „верски немири“ углавном су се увелико дешавали између две племенске групе у Орису, једна је била претежно хидуистичка, а друга претежно хришћанска, због убиства хиндуистчког вође Свамија Лакшманананда од стране маоиста, који су деловали као терористичке групе у Индији (погледај наксалите). Након насиља, америчко-хришћанске групе су тврдле да су хиндуистичке групе силом враћале преобраћене хришћане из хиндуизма поново у хиндуизам. Такође се тврди да су групе преобратиле сиромашне муслимане и хришћане против њихове воље или путем примамљивих понуда. Слично томе хидуисти тврде да су хришћански мисионари користили новац и бесплатно образовање како би намамили хидуисте да се пробрате.

## Атеизам

### Источни блок
Под доктрином атеистичке државе у Совјетском Савезу постојао је програм за преверавање у атеизам, који су организовали Комунисти под покровитељством владе. Овај програм је садржао свеобухватне принципе да створи не само фундаменталне материјалистичке концепте универзума већ и да промовише директну и отворену критику религиозног погледа на свет, тако што ствара анти-религиозан тренд посредством школа. Руска хришћанска црква, вековима најјача хришћанска црква, је била насилно угашена. Револуционарни лидер Владимир Лењин је написао је да је свака религиозна идеја и свака идеја о Богу: “Неописиво зло... најгоре врсте, заразна морална борба”.
Многи свештеници су били убијени и заробљени. Хиљаде цркава је било затворено а неке су се и претвориле у болнице. Влада је 1925. Основала Лига милитантних атеиста како би се појачало преверавање.
Кристофер Марш, професор Бајлор универзитета, је написао: ”Истраживања о социјалној природи религије од стране Шлајермахера и Фјорбаха, до Маркса, Енгелса и Лењина... идеја да је религија социјални производ се толико развила да су полицајци уперивали пиштољима у вернике не би ли их преверили у атеизам”.  Џонатан Блејик, који је радио на смеру политичких наука на Универзитету Колумбија, објаснио је историју ових поступака у СССР говорећи следеће:
”Бог, какав год да је, није могао само да нестане након Октобарске револуције. Ауторитети Совјетског Савеза су се пуно ослонили на преверавање како би се проширила идеја научног атеизма. Ово је укључивало и заплењивање материјалних добара и земље, насилно затварање религиозних институција, погубљивање религиозних лидера и верника и слање истих у Гулаг. Касније је САД усвојио Џексон-Ваниковамандман који је угрозио трговинске односе између САД и Совјетског Савеза све док СССР није дозволио емиграцију мањина, махом Јевреја. Упркос претњама иностраних истоверника СССР се већ у првим данима укључио у наметање атеизма”.
Након Другог светског рата, широм источне Европе, делови нацистичке империје преузети су од стране Совјетске Црвене армије, и Југославија је делимично постала комунистичка држава тако да се пројекат преверавања наставио. Совјетски Савез је миром окончао рат са Руском хришћанском црквом и проширио своју дискриминацију на новонастали Источнокомунистички блок. Блајников: ”У Пољској, Мађарској, Литванији и другим источноевропским земљама католички лидери који нису желели да ћуте, су били јавно омражени и исмевани или приведени од стране комуниста. Лидери националне хришћанске цркве у Румунији и Бугарској морали да буду опрезни и покорни”. Док се цркве генерално нису тако сурово кажњавале као у Совјетском Савезу, скоро све школе и доста цркава су се затварале и самим тим изгубиле своју доминантну улогу у јавном животу. Деца су се учила атеизму, а свештенство је хапшено.
На источном блоку хришћанске цркве, јеврејска синагоге и исламске џамије су присилно преображене у музеје атеизма. Историјски есејиста Андреј Брезјану објашњава ову ситуацију, описујући највише Социјалистичку Републику Румуније, говорећи да је научни атеизам био насилно примењиван у Молдавији одмах по добијању анексије из 1940. године кад су се цркве скрнавиле, свештенство угњетавало, а знакови и јавни симболи били забрањивани. Андреј нам придаје и пример овог феномена тако што пише како је Црква Светог Теодора преображена у градски Музеј научног атеизма. Режим “Марксизам-Лењинизам” се опходио према религиозним верницима као да су ненормални и окренути против државе и чак их понекад упућивали у психијатријску болницу и поновно школовање. Историчар Емили Баран пише да неки искази указују на то да нека преверавања у војни атеизам нису увек могла да задовоље жудњу појединаца за одговорима о егзистенцији.

### Француска револуција
Током Француске револуције створила се кампања преверавања хришћана која је укључивала уклањање и деструкцију религиозних објеката као објеката обожавања. Енглески библиотекар Томас Хартвел Хорн и библијски учењак Самјуел Дејвидсон пишу да су цркве преображене у “Храмове разлога” где су се атеистичке и бунтовне проповеди замениле прописаним службама.
За разлику од каснијих атеистичких државних прописа датих од стране комунистичког режима, француски револуционарни експеримент је био кратак (7 месеци), непотпун и недоследан. Иако кратак, француски експеримент је био веома битан због утицаја међу атеистима попут Лудвига Фојербаха, Зигмунда Фројда и Карла Маркса.

### Источна Азија
Појављивање Комунистичких држава широм источне Азија након Другог светског рата је довело до религиозног чишћења од стране атеистичког режима у Кини, Северној Кореји и великим делом у Индокини. 1949 Кина је постала комунистичка држава под владавином Мао Цедунгове Комунистичка партије Кине. Пре овог преузимања власти Кина је била колевка религиозних идеја која потичу још од античких времена с обзиром да је Кина родно место Конфучијанизма и Таизма, док се Будизам појавио доласком будиста у првом веку нове ере. Под влашћу Мао-а Кина је постала званично атеистичка и иако су неки религиозни ритуали били дозвољени под Државним надзором, што су религиозне групе виделе као наређење за притају, као што је недавно био случај са тибетански будизмом из 1959 и Фалун гунгом. Релгиозне школе и социјалне институције су се затварале, страни мисионари су били избачени и локални религиозни ритуали потиснути. Током Културне револуције, Мао је инсистирао на конфликту са четири старца: “старе идеје, обичаји, култура и навике”. 1999 Комунистичка партија је отпочела мисију проповедања атеизма у Тибету, говорећи да је подстицање проповедања атеизма је “изузетно битно зато што атеизам има веома битну улогу у промовисању економске конструкције, социјалног напретка и социјалне духовне цивилизације у регији.”
Од новембра 2018, до садашње Кине, влада је задржала многе људе у политичко-војном затвору, “где су Ујгури преображени у кинеске атеисте”. Што се тиче насилно одузете деце кинеска влада је направила сиротиште са циљем да превере будуће генерације деце Ујгура у лојалне вернике који уздижу атеизам.

### Револуционарни мексико
Чланови 3, 5, 24, 27, 130 Мексичког устава из 1917. године кад су првобитно били донесени су се односили на антиклерицизам и у великој мери су забрањивале религијске слободе. У почетку одредбе су се спорадично спроводиле, али када је председник Плутрако Елијас Кељес преузео одговорност на себе он је ове одредбе спровео стриктно и строго. У Калесово време Мексико је био карактерисан као једна атеистичка држава и његов програм је био тај који је уништио религију у Мексику.
Сво власништво је од религија одузето и присвојено од стране владе. У Мексику је спроведено протеривање страних свештених лица и заплена имовине цркава. Члан 27 забрањује свако будуће присвајање таквог власништва од стране цркве и забрањује да религиозне установе и свештеници оснивају и управљају основним школама. Ова друга забрана је понекад интерпретирана у виду забране цркви да не може да даје религиозне смернице деци недељом у цркви јер се на то гледа као могућност уништавања способности католика да се школују у складу са њиховом религијом.
Устав из 1917. Године је такође забранио постојање монашких редова (члан 5), такође је забранио и религиозне активности ван црквених установа (сада у власништву владе) и налаже да би овакве религиозне активности могле бити надгледане од стране владе. (члан 24)
Дана 14. јуна 1926. Председник Калес је издао антиклерикални закон познат као Закон о реформи кривичног закона и незванично као Калесов закон. Његови антикатолички поступци обухватали су незаконита религијски наређења, умањивање права на власништво црквама и умањивање цивилних слобода свештенству као што су право на учествовање у судском процесу (у случајевима везаним за антиклерикалне законе) и право гласа. Католичка мржња према Калесу је била увећана због Калесовог пропагирања атеизма. Он је такође био масон. Осврћући се на овај период, недавни председник Винсент Фокс навео је: “Након 1917. Мексико је био вођен од стране противкатоличких масона који су покушале да пробуде антиклерикални дух у популарном у домаћем председнику Бениту Хуарезу из 1880. Али војни диктатори из 1920 су били много више окрутнији од Хуареза”.
Због стриктних присила антиклерикалних закона, људи су у строгим католичким регијама, посебно у држави Халисико, Закатекас, Гванахуато, Колима, Мићоаки почели су да му се супротстављају и ово супротстављање је довело до Кристеро рата 1926-1929 који је био окарактерисан бруталним злочима са обе стране. Неки кристероси су примењивали тероситичке стратегије док је мексичка влада злостављала свештенство, убијала осумњичене Кристеросе и присталице и често на напад одговарали нападањем недужних становника. 28. маја 1926 Калес је награђен одликовањем од стране врха Мексичко Шкотског обреда масона за његове акције против Католика.
О миру се преговарало уз асистенцију Америчког амбасадора Двајт Витни Мороуа. Калес се ипак није сложио са условима мира чак их је и нарушио убивши негде око 500 вођа Кристероса и 5 000 других Кристероса, углавном у својим кућама испред њихових супружника и деце. Након предвиђеног мира католици су посебно били увређени поводом Калесовог инсистирања на потпуном државном монополу у образовању, сузбијања сваког католичког образовања и увођења социјалистичког образовања: ”Ми морамо да уђемо и узмемо ум деце и младих”. Прогон се наставио како је Калес одржавао контролу над његовим Максиматом и није попустио све до 1940, када је председник Мануел Авиља Камаћо, католички верник, није дошао на власт. Овај покушај да се науче млади да прихвате атеизам је започео 1934 усвајањем Члана 3 Мексичког Устава како би уништили религију увођењем социјалистичког образовања који је био средство за укидање свих религијских доктрина и борац против Фанатизма и предрасуда, градећи у омладини рационалан и егзактан концепт универзума и социјалног живота. 1946 је социјалистичко образовање укинуто из устава и документ је враћен на мање истакнуто генерализовано секуларно образовање. Овај рат оставио је на цркву дубоке последице. Између 1926-1934 најмање је 40 свештеника убијено. Тамо где је било упослено 4500 свештеника у држави пре вандализма, 1934 ту је било 334 свештеника лиценцираних од стране владе како би служили потребама 15 милиона људи, док су остали били уклоњени, због емиграције, избацивања и погубљивања. До 1935. Године 17 држава није имало свештеника уопште.